# Operazione Himmler

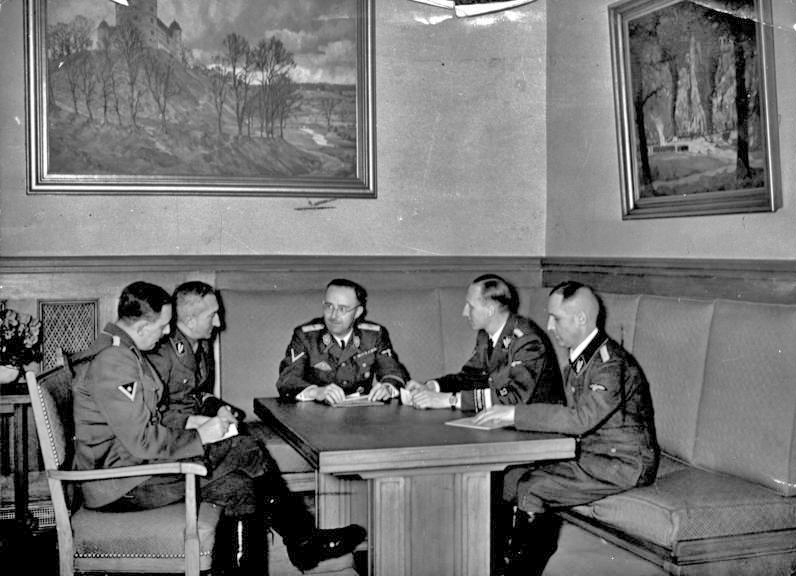
Da sinistra a destra: Franz Josef Huber, Arthur Nebe e i tre pianificatori della maggior parte dell'operazione Himmler: Heinrich Himmler, Reinhard Heydrich e Heinrich Müller

L'operazione Himmler, chiamata anche Operazione Konserve, fu l'operazione sotto falsa bandiera pianificata in Germania dai nazisti nel 1939, per dare l'impressione di un'aggressione polacca contro la Germania, la propaganda degli eventi giocò un ruolo chiave per giustificare l'invasione della Polonia, iniziata il 1º settembre 1939.
L'operazione Himmler aveva previsto che i tedeschi mettessero in scena dei falsi attacchi contro loro stessi, contro persone innocenti o contro i prigionieri dei campi di concentramento. L'operazione divenne senza dubbio il primo atto della seconda guerra mondiale in Europa.

## Pianificazione
Prima dell'invasione del 1939, sia i giornali che i politici tedeschi, come lo stesso Adolf Hitler, condussero una campagna di propaganda, nazionale e internazionale, accusando le autorità polacche di aver organizzato o di tollerare la pulizia etnica nei confronti dei tedeschi etnici che vivevano in Polonia.
Il piano prende il nome dal suo ideatore, Heinrich Himmler, fu supervisionato da Reinhard Heydrich e gestito dallo stesso Heinrich Müller. L'obiettivo di questo progetto fu di creare l'apparente aggressione polacca contro la Germania, per poter giustificare l'invasione della Polonia, nella speranza di confondere il Regno Unito e la Francia, nel ritardare o fermare la loro dichiarazione di guerra alla Germania.

## Realizzazione
Le operazioni furono per lo più effettuate il 31 agosto. L'operazione, così come la principale offensiva tedesca, fu originariamente prevista per il 26 agosto; la mutevole situazione diplomatica comportò dei ritardi fino al 31 agosto e al 1º settembre. Le operazioni sul campo furono effettuate da agenti delle SS e dell'SD: le truppe tedesche, vestite con uniformi polacche, assaltarono vari edifici al confine, spaventando la gente del posto con colpi di arma da fuoco imprecisi e con atti di vandalismo, quando si ritirarono lasciarono dei cadaveri con uniformi polacche.
I corpi furono in realtà i prigionieri dei campi di concentramento vestiti con uniformi polacche, uccisi con iniezione letale e solo in apparenza fucilati. Furono descritti nei piani come Konserve, cioè prodotti in scatola, termine che diede anche il nome informale all'operazione, appunto Operazione Konserve.
Ci furono diverse azioni separate, inclusi alcuni attacchi organizzati su alcuni obiettivi specifici:
- La ferrovia strategica al Passo Jablunka (incidente di Jabłonków), al confine tra Polonia e Cecoslovacchia;[11]
- La stazione radio tedesca Sender Gleiwitz (Gliwice), l'incidente di Gleiwitz è forse il più noto degli eventi dell'Operazione Himmler;[9]
- La stazione doganale tedesca di Hochlinden (ora parte di Rybnik - Stodoły);[8][9]
- La stazione di servizio forestale di Pitschen, oggi Byczyna;[8]
- La stazione di comunicazione a Neubersteich, Nieborowitzer Hammer prima del 12 febbraio 1936, ora Kuznia Nieborowska;
- La stazione ferroviaria di Alt-Eiche (Smolniki), nel distretto di Rosenberg in Westpreußen;
- Una donna e il suo compagno a Katowice.

### Incidente di Gleiwitz

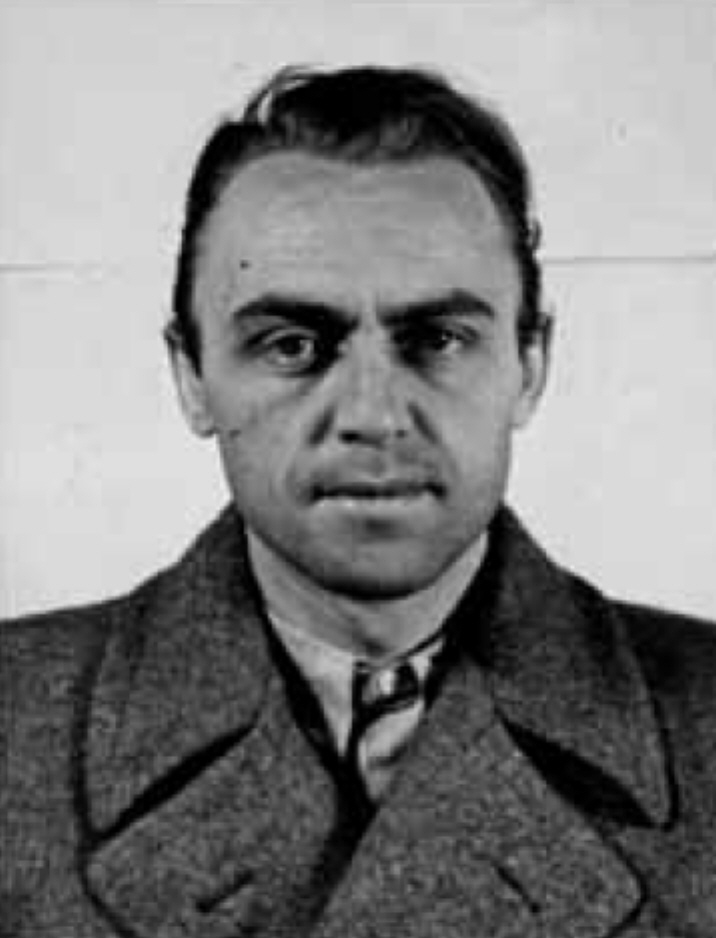
Alfred Naujocks

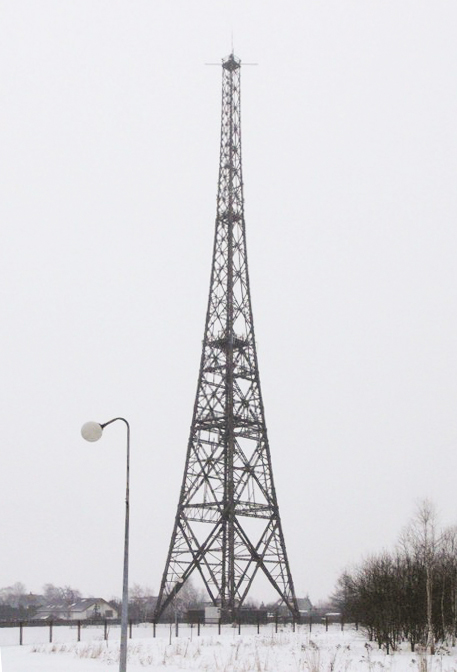
La torre radiofonica di Gliwice oggi. È la struttura in legno più alta d'Europa.

Nella notte del 31 agosto un piccolo gruppo di agenti tedeschi, vestiti con uniformi polacche e guidati da Alfred Naujocks, si impadronì della stazione radio di Gleiwitz e trasmise un breve messaggio anti-tedesco in polacco. Diversi prigionieri (molto probabilmente del campo di concentramento di Dachau) e un attivista polacco-slesiano locale (arrestato il giorno prima) furono lasciati morti sul posto in uniformi polacche.

## Conseguenze
Nel suo discorso al Reichstag del 1º settembre, in cui annunciò la guerra, Hitler citò i 21 incidenti al confine come giustificazione per l'azione "difensiva" della Germania contro la Polonia:
Entro la metà del 1939, migliaia di Volksdeutsche polacchi furono segretamente preparati per il sabotaggio e la guerriglia dall'Abwehr: le loro attività avevano lo scopo di provocare delle rappresaglie anti-tedesche da rivendicare come provocazioni.
Gli agenti tedeschi infatti cooperarono con le forze tedesche durante l'invasione della Polonia, che portò ad alcune rappresaglie esasperate dalla propaganda tedesca. Secondo quanto riferito, uno dei casi più notevoli di tale scenario fu realizzato durante la domenica di sangue di Bydgoszcz. Un'istruzione emessa dal Ministero della Propaganda affermò che la stampa:
L'operazione convinse pochissimo l'opinione internazionale sulle affermazioni tedesche.

### Approfondimenti
- (PL) Tomasz Chinciński, Niemiecka dywersja we wrześniu 1939 w Londyńskich meldunkach, n. 8-9, Biuletyn Instytutu Pamięci Narodowej, 2004.
- (PL) Tomasz Chinciński, Niemiecka dywersja w Polsce w 1939 r. w świetle dokumentów policyjnych i wojskowych II Rzeczypospolitej oraz służb specjalnych III Rzeszy. Część 1 (marzec–sierpień 1939 r.), n. 2, Pamięć i Sprawiedliwość, agosto 2005 (archiviato dall'url originale il 12 maggio 2019).